# کی (فیلم)
کی (انگلیسی: Quay) یک فیلم مستند کوتاه بریتانیایی به کارگردانی کریستوفر نولان است که در سال ۲۰۱۵ منتشر شد.
این فیلم درباره برادران کی، استیون و تیموتی، دوقلوهای همسان است که استاد ساخت انیمیشن به روش استاپ موشن هستند. 